# 阿叔 (稱謂)
阿叔、叔叔或大叔可用於泛指一些沒有血緣關係的前輩。这一称谓在中文中，最初用以称呼父亲的弟弟——叔父（另見長輩）。也可指：男子結婚後，繼子女稱呼男子為阿叔。

## 其它语言
英文“Uncle”指父母的兄弟及父母姐妹的丈夫，即泛指高自己一輩的男性親屬；又或父母要好朋友或普通前輩親切禮稱。

## 著名例子
- 「蝦叔」為已故香港資深演員關海山的專稱。
- 「阿叔」在香港常被作已故的資深電視足球評述員林尚義的尊稱。
- 「驃叔」為已故香港賽馬評論人、演員董驃的尊稱。
- 「四叔」恆基地產主席李兆基的尊稱，因其在兄弟姐妹中排行第四。
- 「六叔」可指已故前香港電視廣播有限公司主席及電影公司邵氏兄弟的創辦人之一的邵逸夫的外號，因其在兄弟姐妹中排行第六。
- 「陸叔」在香港則專指著名股市評論員陳永陸。
- 「巴士阿叔」為香港陳乙東的外號。
- 「麥當勞叔叔」（Ronald McDonald）為全球大型連鎖快餐企業麥當勞公司最著名的小丑代言人。
- 「長腿叔叔」為日本著名改編動畫《長腿叔叔》（原作為美國小說Daddy-Long-Legs（英语：Daddy-Long-Legs (novel)））的主要角色暨作品名稱。
- 「湯姆叔叔」（Uncle Tom）為著名美國有關黑奴的小說《湯姆叔叔的小屋》的角色。
- 「山姆大叔」美國的擬人化形象，也是美國的綽號。於1961年美國國會正式通過確認山姆大叔為美國的象徵。
- 「才叔」為香港已故影視演員張英才的尊稱。
- 「華叔」是已故支聯會主席司徒華的尊稱。
- 「華叔」是已故香港演員曹達華的尊稱。
- 「英叔」有已故殭屍道長林正英的尊稱。